# Kosnowiec
Kosnowiec – kolonia w Polsce położona w województwie lubelskim, w powiecie krasnostawskim, w gminie Fajsławice.
W latach 1975–1998 miejscowość administracyjnie należała do ówczesnego województwa lubelskiego.
Wieś stanowi sołectwo gminy Fajsławice. Według Narodowego Spisu Powszechnego (III 2011 r.) wieś liczyła 122 mieszkańców.